# Animovaný film

Animovaný kůň dle původních statických fotografií z 19. století Edwearda Muybridge

Animovaný film je druh filmu, který je snímaný po jednotlivých fázích (neboli snímcích filmového pásu) tak, aby se jeho přehráním potřebnou rychlostí (zpravidla  24 nebo 25 obrázků za vteřinu) vytvořil dojem plynulého pohybu. Tomuto způsobu rozpohybování se říká animace.
Animované filmy vznikly původně jako kreslené, loutkové a další technologie za použití speciálních trikových kamer, od konce 20. století se stále více uplatňuje počítačová animace.
Pro filmové triky se také používají i další filmové technologie.
Před druhou světovou válkou založil, po vzoru USA, Baťa ve Zlíně „továrnu“ na kreslené filmy, po válce proslul Jiří Trnka svými loutkovými filmy. Dalšími známými tvůrci z dob někdejšího Československa jsou Miroslav Štěpánek, Jiří Toman, Jan Švankmajer, Václav Mergl, Karel Zeman, Hermína Týrlová a Břetislav Pojar.
Mezi známé české tvůrce celovečerních animovaných filmů po roce 1989 patří Jan Tománek (Kozí příběh – Pověsti staré Prahy, 2008 a Kozí příběh se sýrem, 2012), Jiří Barta (Na Půdě, 2009), Michal Žabka (Čtyřlístek ve službách krále, 2013), Galina Miklínová (Lichožrouti, 2016).

## Technologie a příklady animovaných filmů

### Kreslené filmy
Výtvarník vytváří předlohu vizuální podoby díla. Na výsledném záběru se však podílí několik dalších profesí. Animátor vytváří skicu, předobraz filmového okénka vystihující pozici i proporce postavy (předmětu) v určitém okamžiku, tzv. balvánek. Tyto balvánky se nasnímají kamerou a zkontroluje se plynulost a rychlost pohybu, dosažení zamýšleného dojmu a další aspekty. Pokud je vše v pořádku, přiloží fázař na balvánek průhlednou fólii – ultrafán, na kterou kreslí definitivní obrys, který musí vystihnout jak nastavení určené balvánkem, tak styl autorského výtvarníka. Koloratér pak obrázek postavy vybarvuje. Na fólii jsou pouze pohyblivé postavy a předměty, zbytek zůstává čirý. Děj se pak odehrává na statickém pozadí, které tvoří malíř.
Proslulé kreslené animované filmy jsou třeba Sněhurka a sedm trpaslíků (1937), Lví král, Popelka (1950), Petr Pan (1953), Alenka v říši divů (1951) studia Walta Disneye. Kreslené filmy a seriály také pocházejí z Japonska (zvané anime), ty jsou zastoupeny a známy především pracemi ze studia Ghibli a jeho nejznámějšího režiséra Hajaa Mijazakiho, kreslené v japonském komiksovém stylu zvaném manga. V dějinách kinematografie se lze vzácně setkat i s dalšími kombinacemi klasického hraného filmu a klasického kresleného filmu, mezi nejznámější snímky tohoto typu patří Marry Poppins z roku 1964 nebo Falešná hra s králíkem Rogerem z roku 1988 (oba z produkce společnosti Disney). Uvedené filmy byly natočeny v dobách, kdy neexistovaly výkonné počítače, ve své době tyto snímky patřily mezi technicky nejnáročnější filmová díla vůbec.
Ke zhotovení oživlé kresby je potřeba obrovského množství kreseb. Kresby rozkládají pohyby na prvky, z nichž je složen. K oživení hrdinů na plátně je zapotřebí cca 16–18 tisíc kreseb, na což je zapotřebí dobře organizovaného týmu kreslířů. Každá jednotlivá kresba se nazývá fáze pohybu.
Princip oživení kresby je dán konstrukcí filmového přístroje a principem kinematografického natáčení. Pohyb, který má být na plátně vyobrazen se nejprve fotografuje filmovým přístrojem na film, dlouhý celuloidový pás citlivý na světlo. Malé snímky uvnitř tohoto přístroje jsou snímány objektivem, který fixuje natáčený pohyb. Po vyvolání tohoto filmu se získá negativ obrazu. Po nakopírování obrazu pozitivního je možné vidět, vyfotografovaný pohyb, rozložený na řadu jednotlivých snímků zobrazujících fáze tohoto pohybu. Při následném promítnutí tohoto pásu na plátno je získána „oživlá“ kresba.
Kreslený film slouží především k rozvoji fantazie a představivosti dětí. Statické kresby v ilustrovaných dětských knížkách hrají stejně tak jako oživlé kresby významnou roli ve výchově dětí a podporují rozvoj jejich imaginace. Oživlé předměty, věci, či postavy řeší lidské problémy, žijí na plátně, hovoří, uvažují, vcházejí ve vzájemné vztahy, tančí, hrají na hudební nástroje apod. Stávají se tak pro dětské publikum přesvědčivější než nehybné obrázky v dětských knihách.

## Historie
Již v dávné minulosti se objevily první snahy zachytit pohyb kresbou. Jednalo se především o pohyb pozorovaný v přírodě, kdy byla rozmanitá zvířata i lidé vyobrazována pravěkými umělci řezbou ve dřevě a kostech, či kameni. Příkladem takovýchto kreseb je např. běžící sob, který je vyobrazen s velkým počtem nohou, které znázorňují úsilí běhu. Číňané vyobrazovali létající vlaštovky tak, že jim namalovali šest křídel, čímž vyjadřovali dynamiku. Podobně tak v Egyptě a starém Řecku umělci zdobili náhrobky a chrámy faraonů reliéfy, na jejichž kresbách můžeme též vidět vyobrazení postupné fáze pohybu. Umělci se již od prastarých dob pokoušeli v kresbě rozkládat a znovu poskládat pohyb.
V polovině 19. století byl objeven tzv. stroboskop, který v podstatě představoval zrození kresleného filmu v primitivní podobě.
Kouzelný buben – jeden ze stroboskopických přístrojů, který byl sestaven z papírového válce, který byl nasazený na ose. Na vnitřní straně bubnu byly na papírovém pásu namalovány obrázky (obvykle 8–12), které znázorňovaly fáze pohybu člověka nebo zvířete (cválajícího koně, chodícího slona, běžícího pštrosa, atd.). Každý obrázek se od dalšího nepatrně lišil, zachycoval další fázi pohybu. Poslední kresba pak plynule přecházela ke kresbě první. V bubnu byly vyřezány oblé, úzké otvory a při roztočení bubnu mohl pozorovatel sledovat obrázky, které se „hýbaly“. Postupná výměna kreseb způsobovala tento efekt, že pozorovatel měl pocit, že se obrázky hýbou. Kromě bubnových stroboskopů byly populární také stroboskopy kotoučové.
To, že se nám nehybné kresby jeví jako pohyblivé, je způsobeno vlastností našeho zraku. Lidské oko uchovává zrakové dojmy asi na 0,1 sekundy, proto dochází k tomu, že vjemy poté splývají jeden s druhým a díky tomu obrázky „ožívají“. Stroboskop lze považovat za předchůdce kinematografu. Postupem času byly v stroboskopech obrázky nahrazeny fotografiemi.
Kreslené filmy zpočátku neměly příliš podstatný význam. Bylo jich používáno zejména v naučných filmech, kde sloužily jako instruktivní vsuvky, pro reklamní účely apod.
Velká péče byla věnována zejména pečlivému vypracování složitých pozadí, při kterých se používaly všechny známé malířské techniky. Bylo též rozšířeno použití barevných papírů, pro vykreslení pozadí se používal také pastel a uhel. Figurky se kreslily litografickými tužkami nebo uhlem. Prvky kresleného filmu bylo také možné vidět v reklamních vložkách, aktualitách a dětských pohádkách.
S prvními počátky kresleného filmu pro děti se zároveň rozvíjelo další užití kresleného filmu a to pro reklamu a karikaturu. Reklamní filmy propagovaly státní obchod. Pro tyto účely byly užívány převážně čistě formálně grafické prvky – pohyblivá písmena, plynoucí nápisy, diagramy apod. Ve spojení s působivou asociativní montáží docházelo k významnému vlivu na diváka.

### Československo
Animované filmy se v bývalém Československu uplatňovaly především v televizních seriálech, zpravidla pro děti.
Pořad pro děti Večerníček, který vysílá každý večer Česká televize, představuje většinou jen krátké animované seriály, například Maxipes Fík, Příběhy včelích medvídků, Pat a Mat /...a je to! a další. Snad jedinou výjimkou jsou Krkonošské pohádky s hlavní postavou Krakonošem, což byla studiová pohádka respektive hraný televizní film (hraný televizní seriál).

## Postup výroby
Prvním krokem při výrobě animovaného filmu bylo tzv. hrubé fázování, které se provádělo v ateliérech pro hrubé fázování určených. Pracoval zde velký počet výtvarníků, a ti prováděli kresby spojovacích pohybových fází. Jejich úkolem bylo doplnit pohyb, který byl animátorem zamýšlen.
Druhým krokem byla hrubá zkouška. Hrubé kresby namalované tužkou se v technických ateliérech snímaly na filmový pás, který se následně vyvolal a v podobě negativu se promítal na plátno, na němž se kresby natočené na filmový pás při projekci pohybovaly.
Po hrubé zkoušce následoval proces prokreslení kreseb. Prokreslovaly se většinou jen kresby hlavní, kompoziční, které prováděl animátor. Spojovací kresby hrubého fázování nebylo potřeba prokreslovat. Prokreslovač, který dostal záběr k prokreslení, se seznámil s charaktery pohybu postav v záběru. Kreslíř se zaměřil na vyhledání čáry, která je nejvíce charakteristická a nejvýraznější a usiloval o to, aby vyjadřovala charakter určený kompoziční kresbou. Mimo jiné se kresby doplňovaly nezbytnými detaily, které byly v hrubé kompoziční kresbě vynechány. Tento pohyb musel být zachován, zdůrazněn a zároveň se musela zachovat také portrétní podoba postavy.
Fázování načisto bylo dalším krokem při vzniku kresleného filmu. Říkalo se mu také pohybová mezifáze. Mezifáze se tentokrát musely provádět pečlivěji, musely být zachovány všechny detaily vypracované v prokreslených kompozičních kresbách. Tyto hotové kresby v závěru spojovaly jednu kompoziční kresbu s druhou a společně tak vytvářely pohyb, který byl původně zamýšlen animátorem.
Dalším fází byl takzvaný technický rozvrh záběru. Záběr byl prováděn načisto, ještě jednou prošel pečlivým prozkoumáním, aby následně mohl být předán do ateliéru konturistů a následně k definitivnímu převodu na celuloidové listy. Po schválení záběru, následovalo technické rozvržení prováděné technickými asistenty.
Konturování kreseb neboli převod kreseb z papíru na celuloidové listy bylo dalším procesem. Kresby se přenášely z papíru na celuloid pomocí pera a tuše. Aby nedošlo k poškrábání celuloidu, pero bylo možné přitupit na brousku nebo smirkovém papíru.
Finálními procesy už byla jen malba pozadí, po které následovalo snímání kreseb v kontuře, úprava konturových kreseb na pozadích a panoramách záběrů. Kolorování kreseb se provádělo barvou speciálního složení, která po uschnutí dobře držela na hladkém povrchu celuloidu. Barva se neroztírala štětcem, nýbrž se do kresby zalévala v tenké vrstvě.
Na úplný konec okolorované kresby procházely technickou kontrolou, následně byly snímány snímacím přístrojem a poté proces vrcholil sestřihem pozitivu, přepisem zvuku a kopírováním obrazu a zvukového záznamu na jeden pásek.

### Ploškové filmy
Jiný rozšířený způsob animace v ploše. Výtvarník vytváří "do zásoby" součástky všech postav a pohyblivých předmětů z potřebných úhlů. Například na otočení hlavy je potřeba nakreslit devět hlaviček. Tyto díly se vystříhají a systematicky uloží. Kromě toho musí být výtvarník "k ruce", je-li potřeba vytvořit nečekaný dílek. Animátor pak připravuje každé okénko pod kamerou zvlášť, někdy stačí dílkem pohnout, jindy je třeba jej vyměnit. Hotovou sestavu přitiskne sklem a exponuje.
Ploškovou animaci často využíval např. Radek Pilař.

### Loutkové filmy
Základem loutky je kovová kostra, která je poměrně náročným výrobkem. Musí zároveň umožňovat hladký pohyb v kloubech i držet zvolené nastavení i v nerovnovážné poloze. Kostra se doplní do podoby loutky a oblékne. Loutky pak rozehrává animátor ve scéně, kterou je rovněž třeba vybudovat v měřítku k loutce.
Světoznámý je Jiří Trnka, loutkové filmy tvořili třeba Břetislav Pojar, Karel Zeman kombinoval loutky s herci, Hermína Týrlová, z novější tvorby natočil Aurel Klimt filmové Fimfárum.

### Plastelína
Nejznámějšími tvůrci používajícími tuto technologii je Nick Park a studio Aardman Animations. Natočili několik půlhodinových filmů Wallace a Gromit, dlouhometrážní Slepičí úlet a Prokletí králíkodlaka.

### Animace objektů
Různé způsoby animace objektů používá třeba Jan Švankmajer, užívala jej i Hermína Týrlová a mnoho dalších tvůrců. Pokud je tímto objektem filmová loutka, jde o loutkový film, který v Česku proslavil Jiří Trnka.

### Pixilace
Jedná se o pixilování lidské postavy – snímek po snímku se nafotografuje lidská postava v jednotlivých fázích pohybu a postupným skládáním obrázků za sebe se postava dostane do pohybu pouhým optickým klamem.

### Animační záběry reálného světa
Snímáním technologií podobné animaci se zrychlují děje, které jsou tak pomalé, že je oko bezprostředně nevnímá – pohyby oblaků, nebeských těles a s tím spojené pohyby stínů.
Použitím této techniky docílila dvojice tvůrců Koutecký – Slušný mimořádně dynamických záběrů jinak statické architektury v dokumentu Drahý mistře – Josip Plečnik, architekt Pražského hradu.
Tento postup je také využíván ve studiu pohybů rostlin. Technické principy své celoživotní práce objasňuje prof. Calábek v dokumentu Proč krouží svlačec doleva.

### Rotoskopie
Kreslený film vzniká překreslením hrané předlohy okénko po okénku. Obdobou této technologie vznikl mimo jiné film Alois Nebel.

### Počítačové filmy
Počítačem animované filmy jsou například krátkometrážní animovaný film ("kraťas") Jana Pinkavy Geriho hra oceněný Oscarem, Shrek, Final Fantasy: The Spirits Within, Toy Story, Hledá se Nemo, Doba ledová, Auta. Prvním českým 3D počítačově animovaným filmem byl v roce 2008 film Kozí příběh. V roce 2012 natočil režisér a výtvarník Jan Tománek pokračování Kozí příběh se sýrem.
Řada filmů ale dodnes využívá kombinace klasické animace a počítačové animace, příkladem budiž například americký kreslený film Na vlásku z roku 2010.

### Animované filmové triky
Proslulý hraný film s animovanými triky byl dávný King Kong z roku 1933. Český režisér Karel Zeman používal animované triky velmi často (hrané filmy Vynález zkázy, Cesta do pravěku, Baron Prášil, Bláznova kronika, Ukradená vzducholoď, Na kometě a další).
Animované triky využívají všechny animační technologie.

### Zvláštnosti
Z důvodu úspor se obvykle při tvorbě animovaných filmů používala poloviční frekvence okének – 12 za sekundu – oproti klasickému filmu. Dnes, při počítačové animaci se již používá plný počet 24, nebo 25 FPS (obrázků za vteřinu).
Kreslené postavičky se ustálily na počtu čtyř prstů na ruce.
Objekty, které se neznatelně pohybují, v animaci ruší. Proto se vodní hladina nahrazuje sklem nebo fólií. U kombinace hraného a animovaného filmu to však často bylo velkým problémem.

## Formáty animovaných filmů

### Podle délky a hlavního způsobu distribuce
- krátké (dříve i v kinech před hlavními filmy, nyní je to například Presto, dnes také televize)
- půlhodinové (televizní filmy a televizní seriály)
- dlouhometrážní (kino, televize)